# Black Clouds & Silver Linings
Black Clouds & Silver Linings is een album uit 2009 van de progressieve metalband Dream Theater. Het is het tiende studioalbum album van de band en is uitgebracht in 4 uitvoeringen: een normale cd, een 3-disc speciale editie met instrumentale mixen en covers, op elpee en een gelimiteerde Deluxe Collector's Edition Box Set. De covers werden in de zes weken voorafgaand aan de officiële uitgave per week als download verkocht.
Dream Theater begon met opnemen van het album in oktober 2008. Volgens drummer Mike Portnoy is het album een verzameling van nummers als "A Change of Seasons", "Octavarium", "Learning to Live", "Pull Me Under" en "The Glass Prison".
Volgens toetsenist Jordan Rudess zou het album veel gotische invloeden bevatten. Wanneer men naar de keyboards luistert op het album blijken een aantal nummers inderdaad voor een deel te vallen onder 'The Gothic Domain'.

## Nummers
| Nr. | Titel                                                                       | Tekst         | Muziek                           | Duur  |
| --- | --------------------------------------------------------------------------- | ------------- | -------------------------------- | ----- |
| 1.  | A Nightmare to Remember                                                     | John Petrucci | Petrucci, Portnoy, Myung, Rudess | 16:10 |
| 2.  | A Rite of Passage                                                           | Petrucci      | Petrucci, Portnoy, Myung, Rudess | 8:35  |
| 3.  | Wither                                                                      | Petrucci      | Petrucci                         | 5:25  |
| 4.  | The Shattered Fortress - X. "Restraint" - XI. "Receive" - XII. "Responsible | Mike Portnoy  | Petrucci, Portnoy, Myung, Rudess | 12:49 |
| 5.  | The Best of Times                                                           | Portnoy       | Petrucci, Portnoy, Myung, Rudess | 13:07 |
| 6.  | The Count of Tuscany                                                        | Petrucci      | Petrucci, Portnoy, Myung, Rudess | 19:16 |

## Covers
| Nr. | Titel                                                                                             | Schrijver(s)                        | Originele artist | Duur |
| --- | ------------------------------------------------------------------------------------------------- | ----------------------------------- | ---------------- | ---- |
| 1.  | Stargazer                                                                                         | Ronnie James Dio, Ritchie Blackmore | Rainbow          | 8:10 |
| 2.  | Tenement Funster" / "Flick of the Wrist" / "Lily of the Valley (van het album Sheer Heart Attack) | Freddie Mercury, Roger Taylor       | Queen            | 8:17 |
| 3.  | Odyssey                                                                                           | Dixie Dregs                         | Dixie Dregs      | 7:59 |
| 4.  | Take Your Fingers from My Hair                                                                    | Randy Jackson                       | Zebra            | 8:18 |
| 5.  | Larks' Tongues in Aspic, Part Two                                                                 | Robert Fripp                        | King Crimson     | 6:30 |
| 6.  | To tame a land (van het album Piece of Mind)                                                      | Steve Harris                        | Iron Maiden      | 7:15 |

## Achtergrond van de nummers
A Nightmare to Remember gaat over een auto-ongeluk waar John Petrucci als kind bij betrokken was. In dit nummer beschrijft hij hoe zich voelde na het ongeluk.
A Rite of Passage is een verslag van de initiatie van een persoon bij de Vrijmetselaars.
In Wither beschrijft Petrucci de gevoelens van een schrijversblok.
Het nummer The Shattered Fortess is het laatste deel van Mike Portnoys Alcoholics Anonymous Suite. Het beschrijft de laatste 3 stappen in het twaalfstappenprogramma van de Anonieme Alcoholisten.
In The Best of Times schrijft Portnoy over de dood van zijn vader die overleed tijdens de opnamen van dit album. Portnoy heeft het nummer nog wel kunnen laten horen aan zijn vader.
The Count of Tuscany is een verslag van Petrucci over een ervaring in Italië in 2004. Hij werd door een graaf meegenomen naar diens broer die de inspiratiebron bleek te zijn voor Hannibal Lecter. Petrucci was bang dat hij zou worden vermoord en opgegeten toen hij dat hoorde.
Behalve bij A Rite of Passage gaan alle nummers over persoonlijke ervaringen van de tekstschrijvers.

### Bandleden
- James LaBrie – zang
- John Myung – basgitaar
- John Petrucci – gitaar
- Mike Portnoy – drums
- Jordan Rudess – keyboards, lap steel gitaar en continuüm

## Hitnotering
| "Black Clouds & Silver Linings" in de Nederlandse Album Top 100 - binnen: 27-06-2009 | "Black Clouds & Silver Linings" in de Nederlandse Album Top 100 - binnen: 27-06-2009 | "Black Clouds & Silver Linings" in de Nederlandse Album Top 100 - binnen: 27-06-2009 | "Black Clouds & Silver Linings" in de Nederlandse Album Top 100 - binnen: 27-06-2009 | "Black Clouds & Silver Linings" in de Nederlandse Album Top 100 - binnen: 27-06-2009 | "Black Clouds & Silver Linings" in de Nederlandse Album Top 100 - binnen: 27-06-2009 | "Black Clouds & Silver Linings" in de Nederlandse Album Top 100 - binnen: 27-06-2009 | "Black Clouds & Silver Linings" in de Nederlandse Album Top 100 - binnen: 27-06-2009 | "Black Clouds & Silver Linings" in de Nederlandse Album Top 100 - binnen: 27-06-2009 | "Black Clouds & Silver Linings" in de Nederlandse Album Top 100 - binnen: 27-06-2009 | "Black Clouds & Silver Linings" in de Nederlandse Album Top 100 - binnen: 27-06-2009 | "Black Clouds & Silver Linings" in de Nederlandse Album Top 100 - binnen: 27-06-2009 | "Black Clouds & Silver Linings" in de Nederlandse Album Top 100 - binnen: 27-06-2009 | "Black Clouds & Silver Linings" in de Nederlandse Album Top 100 - binnen: 27-06-2009 |
| Week                                                                                 | 01                                                                                   | 02                                                                                   | 03                                                                                   | 04                                                                                   | 05                                                                                   | 06                                                                                   | 07                                                                                   | 08                                                                                   | 09                                                                                   | 10                                                                                   | 11                                                                                   | 12                                                                                   |                                                                                      |
| ------------------------------------------------------------------------------------ | ------------------------------------------------------------------------------------ | ------------------------------------------------------------------------------------ | ------------------------------------------------------------------------------------ | ------------------------------------------------------------------------------------ | ------------------------------------------------------------------------------------ | ------------------------------------------------------------------------------------ | ------------------------------------------------------------------------------------ | ------------------------------------------------------------------------------------ | ------------------------------------------------------------------------------------ | ------------------------------------------------------------------------------------ | ------------------------------------------------------------------------------------ | ------------------------------------------------------------------------------------ | ------------------------------------------------------------------------------------ |
| Nummer                                                                               | 3                                                                                    | 10                                                                                   | 20                                                                                   | 34                                                                                   | 38                                                                                   | 37                                                                                   | 45                                                                                   | 58                                                                                   | 67                                                                                   | 99                                                                                   | 86                                                                                   | 100                                                                                  | uit                                                                                  |